# Cuestionario de Análisis Clínico
El Cuestionario de Análisis Clínico (en inglés: Clinical Analysis Questionnaire, CAQ) es un cuestionario enmarcado en la teoría de R. B. Cattell cuyo objetivo es la discriminación de patologías de esquizofrenia y depresión.

## Características generales
El nombre original de la prueba es "Clinical Analysis Questionnaire", y el autor del cuestionario es Samuel E. Krug. Procede del IPAT (Institute for Personality and Ability testing), Champaign, Illinois, y la adaptación española fue llevada a cabo por la Sección de Estudio de test de TEA Ediciones, S.A., Madrid (1987). La administración puede ser tanto individual como colectiva y la duración es variable, entre 30 y 45 minutos aproximadamente. La aplicación está hecha para adolescentes y adultos (nivel: estudios primarios), la prueba mide las 12 variables clínicas de la personalidad. 
Originalmente consta de dos partes (1) y 28 escalas; la primera (CAQ-1) recoge los 16 rasgos de personalidad previamente medidos por el 16PF, y la segunda incluye 12 rasgos, siete de los cuales miden manifestaciones primarias de la depresión y las cinco restantes han sido desarrolladas para evaluar rasgos factorialmente identificados en el conjunto de los elementos del MMPI. De esta forma el CAQ combina datos de tipo patológico con información sobre la estructura misma de la personalidad; así pues, sirve tanto para el diagnóstico como para la planificación de un tratamiento.
Aunque, en un principio, el 16PF no tuvo la intención de ser una prueba clínica, ha contribuido significativamente a la investigación clínica con las cinco escalas primarias de ansiedad, rasgos que posteriormente se ha comprobado que son componentes de una estructura más amplia, de segundo orden, denominada Ansiedad. 

## Versión española
Como se ha indicado anteriormente, la adaptación española del CAQ centró sus esfuerzos en la parte II y el resultado se denominará CAQ, sin especificación de la parte a que pertenece originalmente. Se consideró que cualquiera de las formas del 16PF podría sustituir a los 128 elementos de la parte I del CAQ original para apreciar las 16 escalas primarias.

## Normas de aplicación
- Estas instrucciones pueden ser leídas en voz alta por el examinador.
- Es muy conveniente que los sujetos hayan comprendido perfectamente la tarea antes de comenzar la prueba.
- Como el CAQ es una test objetivo, puede ser aplicado por personal auxiliar. Sin embargo, queda bajo la responsabilidad del psicólogo.
- En el caso de un sujeto analfabeto, invidente o con cualquier otro impedimento, el examinador puede leer cada cuestión en voz alta y anotar la contestación dada por el sujeto.
- Una vez finalizada la prueba y antes de que se retire el sujeto, convendría revisar su hoja de respuestas, para comprobar que se han seguido las instrucciones dadas.

## 12 Escalas del CAQ
- D1 HipocondriasisSS
- D2 Depresión Suicida
- D3 Agitación
- D4 Depresión Ansiosa
- D5 Depresión baja-energía
- D6 Culpabilidad -Resentimiento
- D7 Apatía-Retirada
- Pa Paranoia
- Pp Desviación Psicopática
- Sc Esquizofrenia
- As Psicastenia
- Ps Desajuste Psicológico